# Oude Algemene Begraafplaats (Hengelo)
De Oude Algemene Begraafplaats is een algemene begraafplaats aan de Bornsestraat 27 in Hengelo in de Nederlandse provincie Overijssel. Met uitzondering van het poortgebouw uit 1885 is de begraafplaats eigendom van de gemeente. De begraafplaats is ooit ontstaan rond de kapel van het Huis Hengelo en is tevens de oudste begraafplaats van Hengelo. De laatste persoon is in 1950 begraven op de begraafplaats die sinds begin jaren zeventig op de lijst van rijksmonumenten in Hengelo staat. Daarmee is het een van de twee beschermde monumentale begraafplaatsen van Hengelo. De oudste grafsteen stamt uit 1625. Ook de laatste bewoner en eigenaar van Huis Hengelo, Adolf August Frederik Maurits baron van Mulert, heer van Mallum (1799-1832), ligt er begraven.

## Afbeeldingen

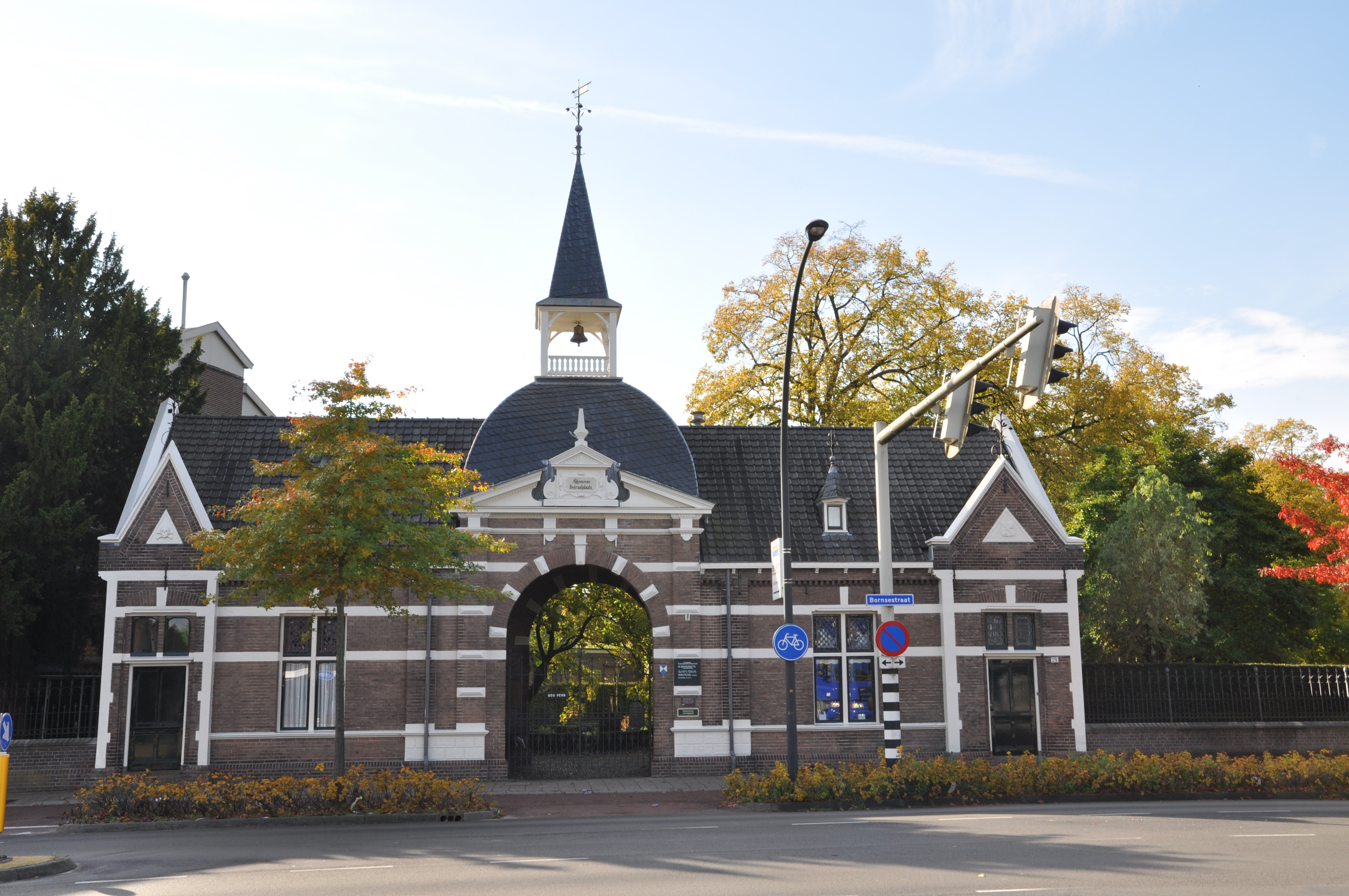
Poortgebouw
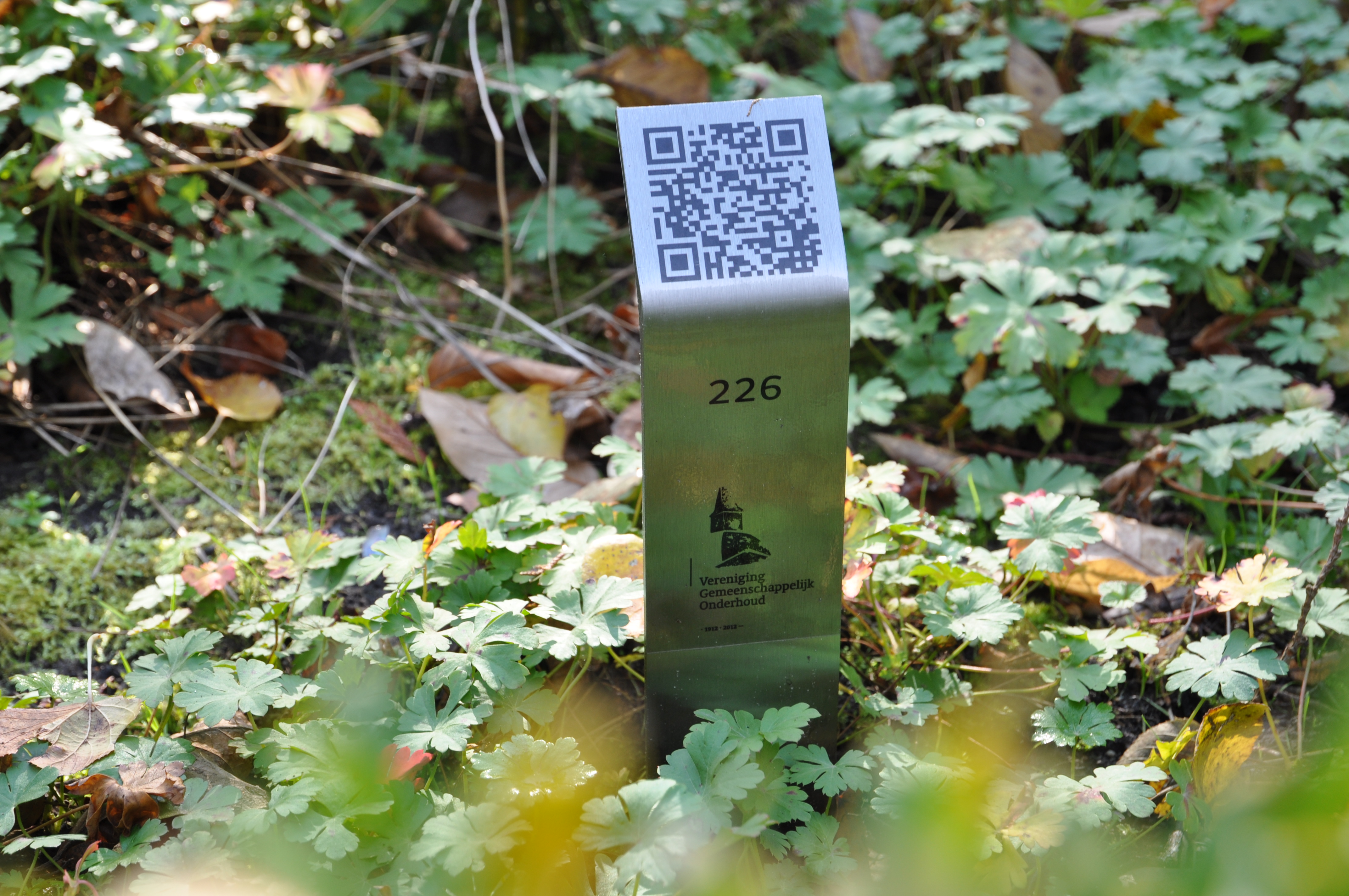
Paaltjes met QR-codes geven informatie over diverse graven
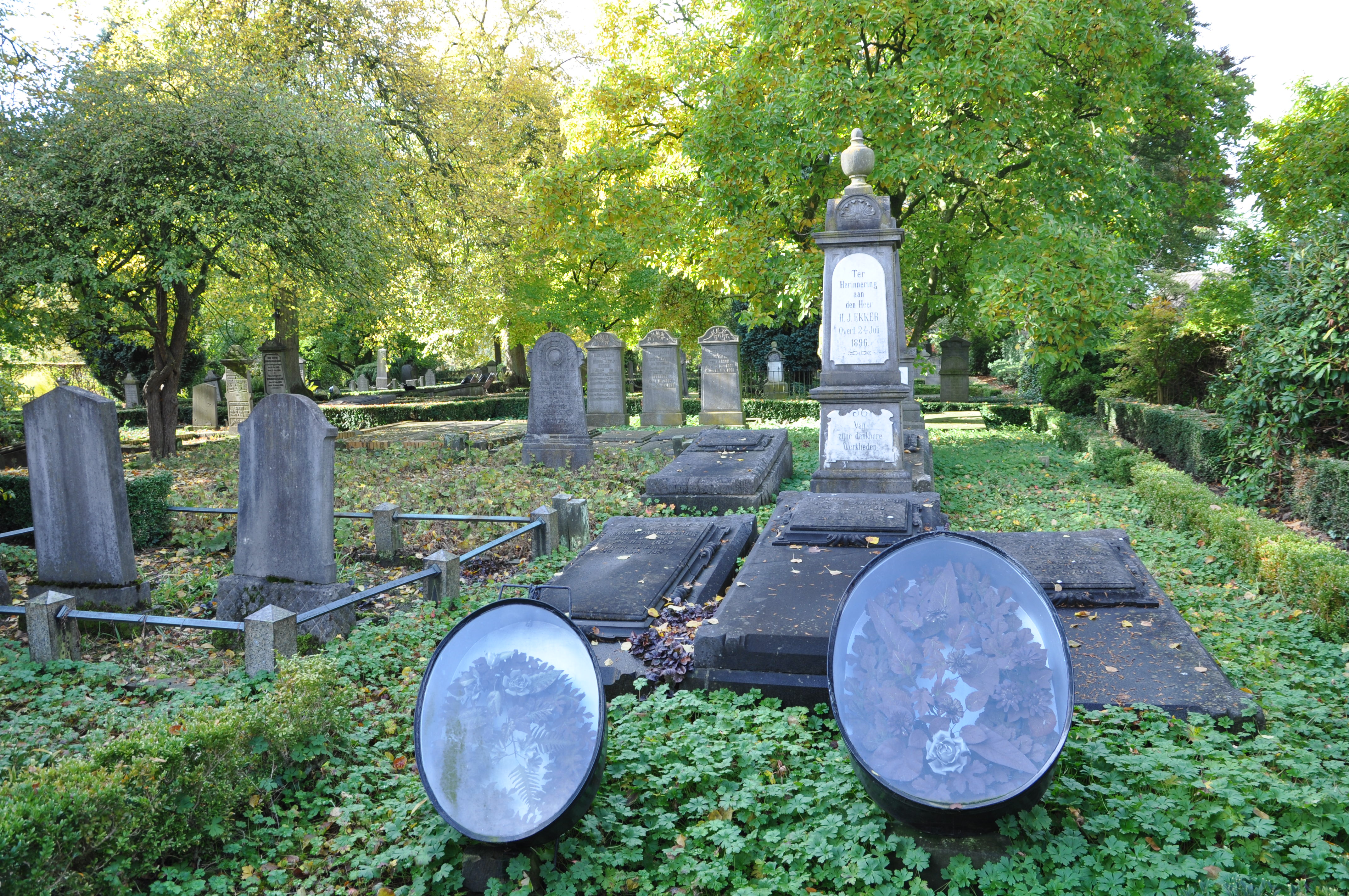
Graftrommels
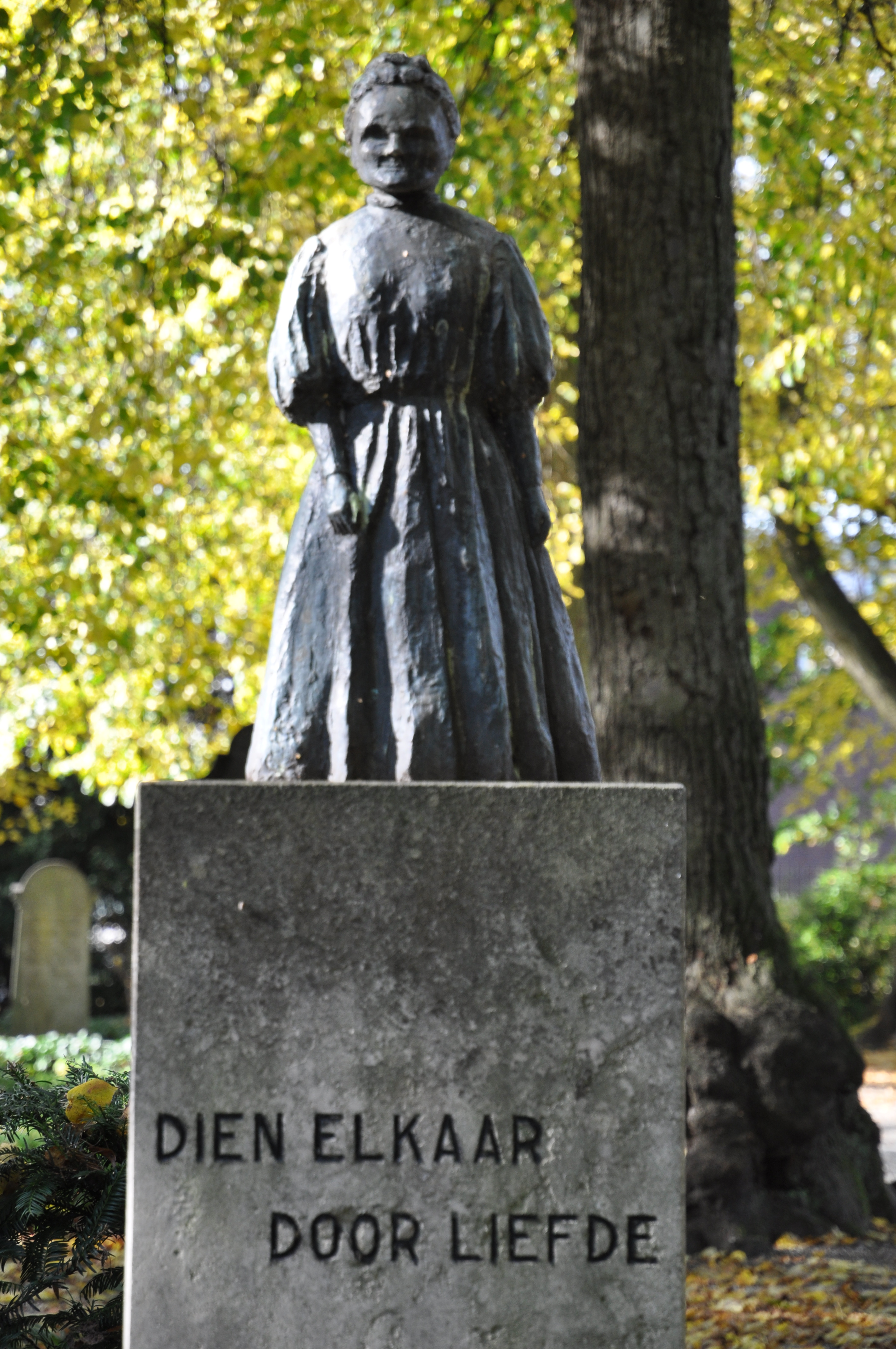
Kunstwerk
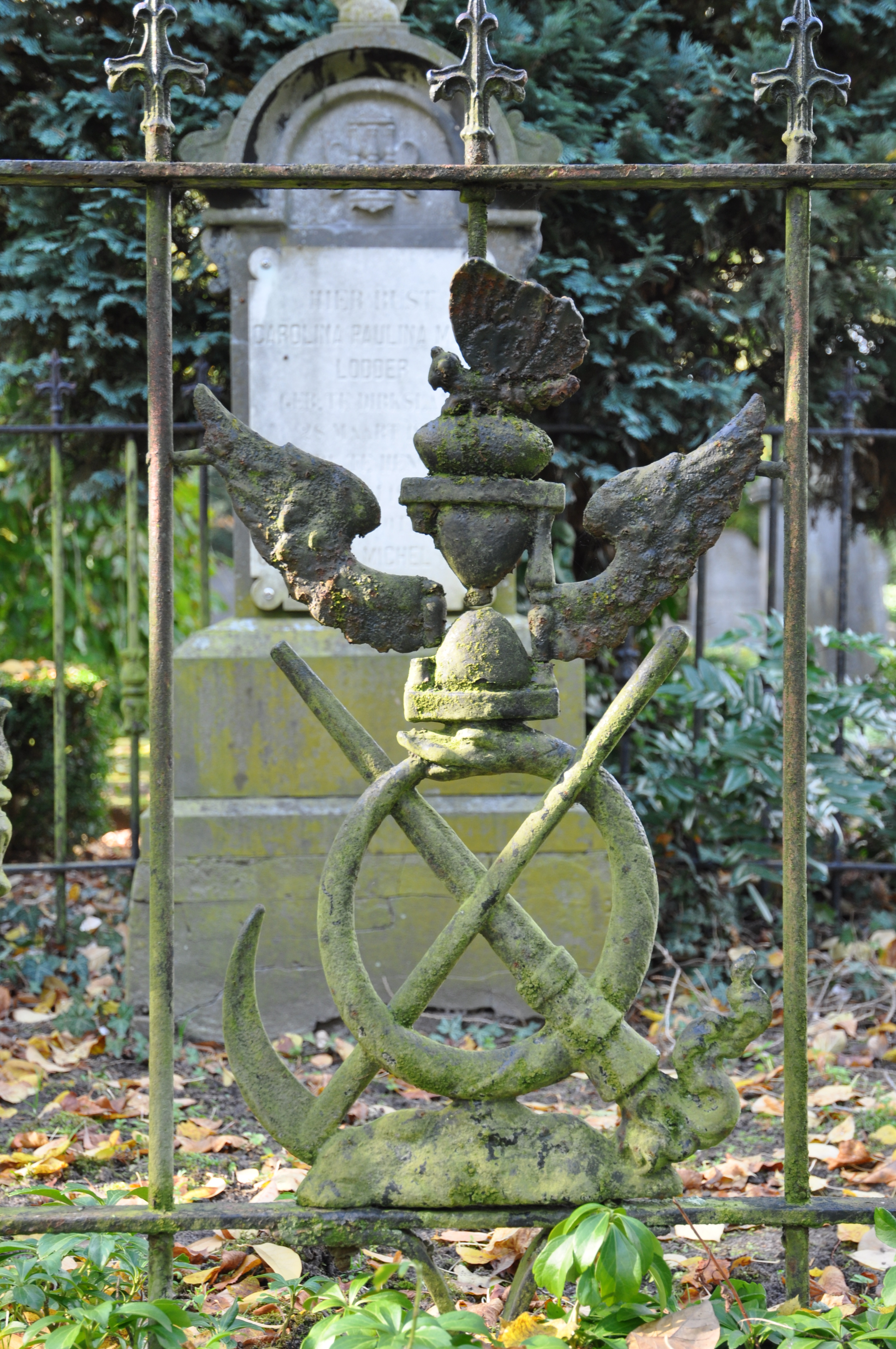
Grafsymboliek